# Kinetochilus
Kinetochilus is een geslacht van drie soorten orchideeën uit de onderfamilie Epidendroideae. Het geslacht is afgesplitst van Dendrobium.

## Naamgeving enetymologie
- Synoniem: Dendrobium Sw. (1799)

De botanische naam Kinetochilus is afgeleid van het Oudgriekse κινητός, kinētos (bewegend) en χεῖλος, cheilos (lip).

## Taxonomie
Kinetochilus is in 1981 door Brieger afgescheiden van Dendrobium en tot apart geslacht gepromoveerd.
Het geslacht telt in de meest recent geaccepteerde taxonomie drie soorten. De typesoort is Kinetochilus pectinatus.

### Soortenlijst
- Kinetochilus cleistogamus (Schltr.) Brieger (1981)
- Kinetochilus crassicaule (Schltr.) Brieger (1981)
- Kinetochilus pectinatus (Finet) Brieger (1981)